# چپ‌دست (موسیقی متن)
چپ‌دست (موسیقی از فیلم و الهام گرفته از آن) (به انگلیسی: Southpaw (Music from and Inspired by the Motion Picture)) حاشیه صوتی رسمی فیلمی با همین نام در سال ۲۰۱۵ است. این آلبوم با اجرای هنرمندان مختلف در ۲۴ ژوئیه ۲۰۱۵ توسط شیدی رکوردز و اینترسکوپ رکوردز منتشر شد.

## زمینه
این موسیقی متن باعث ایجاد تک آهنگ‌های " Phenomenal " و " پادشاهان هرگز نمی‌میرند " با حضور گوئن استفانی، ساخته رپر آمریکایی امینم و "RNS" از گروه هیپ هاپ اسلاترهاوسشده‌است. این آلبوم به یاد جیمز هورنر، آهنگساز فیلم، که در ۲۲ ژوئن ۲۰۱۵ در یک سانحه هوایی کشته شد، تقدیم شد و این آخرین امتیاز فیلم او در طول زندگی خود بود. «گریه برای عشق» نیز در آلبوم امتیازدهی فیلم به شکل طولانی تری ظاهر می‌شود.

## عملکرد تجاری
این آلبوم در شماره ۵ بیلبورد ۲۰۰ و شماره ۲ آلبوم‌های برتر آراندبی / هیپ هاپ در ایالات متحده آغاز شد و در هفته اول ۴۵۰۰۰ نسخه از جمله پخش جریانی (۳۲۰۰۰ فروش خالص آلبوم) به فروش رسید. در هفته دوم، آلبوم ۱۵۵۰۰ نسخه دیگر (شامل پخش جریانی) با مجموع ۶۰٬۵۰۰ نسخه فروش در ایالات متحده به فروش رساند. در هفته سوم، آلبوم به شماره ۴۱ سقوط کرد و بیش از ۸۸۰۰ نسخه (شامل پخش جریانی) در مجموع ۶۹۰۰۰ نسخه فروخت. از ژانویه ۲۰۱۷، آلبوم ۹۱٬۰۰۰ فروش داشته‌است.

## جدول‌ها
| جدول (۲۰۱۵)                                         | موقعیت اوج |
| --------------------------------------------------- | ---------- |
| آلبوم‌های استرالیایی (ای‌آرآی‌ای)                      | ۱۳         |
| آلبوم‌های اتریشی (آلبوم‌های او۳)                      | ۷۰         |
| آلبوم‌های بلژیکی (اولتراتاپ فلاندرز)                 | ۱۵۰        |
| آلبوم‌های بلژیکی (اولتراتاپ والونیا)                 | ۱۴۷        |
| آلبوم‌های کانادایی (بیلبورد)                         | ۲          |
| آلبوم‌های فرانسوی (اس‌ان‌ئی‌پی)                         | ۱۰۸        |
| آلبوم‌های آلمانی (۱۰۰ آلبوم برتر رسمی)               | ۶۱         |
| آلبوم‌های نیوزیلندی (آرام‌ان‌زد)                       | ۲۰         |
| آلبوم‌های سوئیسی (جدول موسیقی سوئیس)                 | ۴۳         |
| بیلبورد ۲۰۰ ایالات متحده                            | ۵          |
| آلبوم‌های برتر هیپ‌هاپ/آراندبی ایالات متحده (بیلبورد) | ۲          |
| آلبوم‌های موسیقی متن ایالات متحده (بیلبورد)          | ۱          |

| جدول (۲۰۱۵)                                         | موقعیت |
| --------------------------------------------------- | ------ |
| آلبوم‌های برتر آراندبی/هیپ‌هاپ ایالات متحده (بیلبورد) | ۵۳     |
| آلبوم‌های موسیقی متن (بیلبورد)                       | ۱۸     |